# Aldeia do Mato
Aldeia do Mato ist ein Dorf und eine ehemalige Gemeinde (Freguesia) im portugiesischen Bezirk Abrantes im Distrikt Santarém.
Die Freguesia Aldeia do Mato hatte Fläche 31,7 km² und 441 Einwohner (Stand 30. Juni 2011).

## Geographie

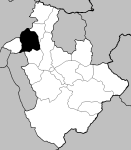
Lage der Freguesia Aldeia do Mato im Kreis Albantes, bis September 2013

Die Gemeinde liegt im Nordosten des Kreises am südlichen Ufer der Barragem de Castelo do Bode. Nachbargemeinden sind Souto im Nordosten, São Vicente im Osten, Rio de Moinhos im Süden und Martinchel im Westen. Im Südosten bildet die Gemeindegrenze auch die Kreisgrenze zum Kreis Constância, im Norden die Grenze zum Kreis Tomar.

## Geschichte
Der Ort entstand vermutlich vor dem 18. Jahrhundert. Ursprünglich Name war Aldeia da Mata und leitet sich von den weitläufigen Waldflächen der Gegend ab. Lange Zeit bildeten die umgebenden Olivenhaine und Kiefernwälder die wirtschaftliche Grundlage des Ortes. Mit dem Bau der Barragem de Castelo do Bode im Jahr 1951 verschwanden die Felder in den Fluten.

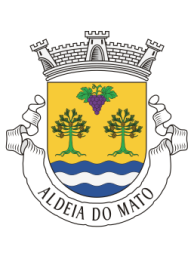
Das Wappen der ehemaligen Freguesia

Am 29. September 2013 wurden die Freguesias Aldeia do Mato und Souto zur neuen Freguesia União das Freguesias de Aldeia do Mato e Souto zusammengefasst.
Die Gemeinde bestand aus folgenden Ortschaften:
| - Aldeia do Mato - Pucariça - Medroa | - Carreira do Mato - Cabeça Gorda - Bairro Cimeiro | - Bairro Fundeiro - Vale de Chões - Vale Manso |

## Kultur und Sehenswürdigkeiten
Ortsheilige ist die Maria Magdalena. Ihr Fest wird jedes Jahr am letzten Juliwochenende gefeiert.